# قاسم حداديفر
قاسم حدادیفر (مواليد 12 يوليو 1983) هو لاعب كرة قدم. يلعب مع منتخب إيران لكرة القدم. سبق له أن لعب في كأس العالم لكرة القدم مع منتخب بلاده.

## روابط خارجية
- قاسم حداديفر على موقع قاعدة بيانات كرة القدم.إي يو (الإنجليزية)
- قاسم حداديفر على موقع ناشيونال فوتبول تيمز (الإنجليزية)
- قاسم حداديفر على موقع Soccerway.com (الإنجليزية)
- قاسم حداديفر على موقع AS.com (الإسبانية)